# Karlstetten
Karlstetten osztrák mezőváros Alsó-Ausztria St. Pölten-i járásában. 2024 januárjában 2226 lakosa volt. 

## Elhelyezkedése

Karlstetten a Sankt Pölten-i járásban

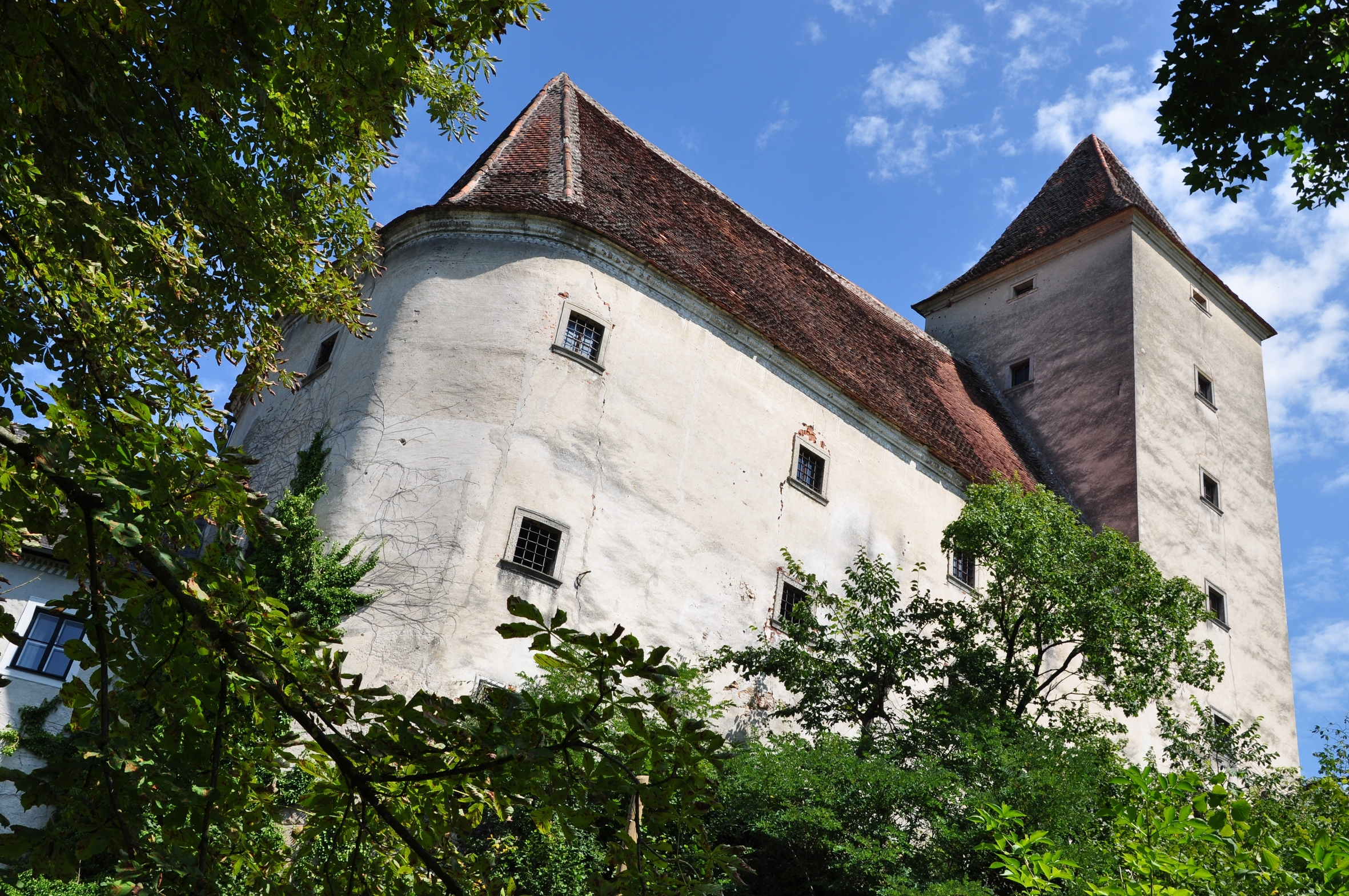
A hausenbachi vár

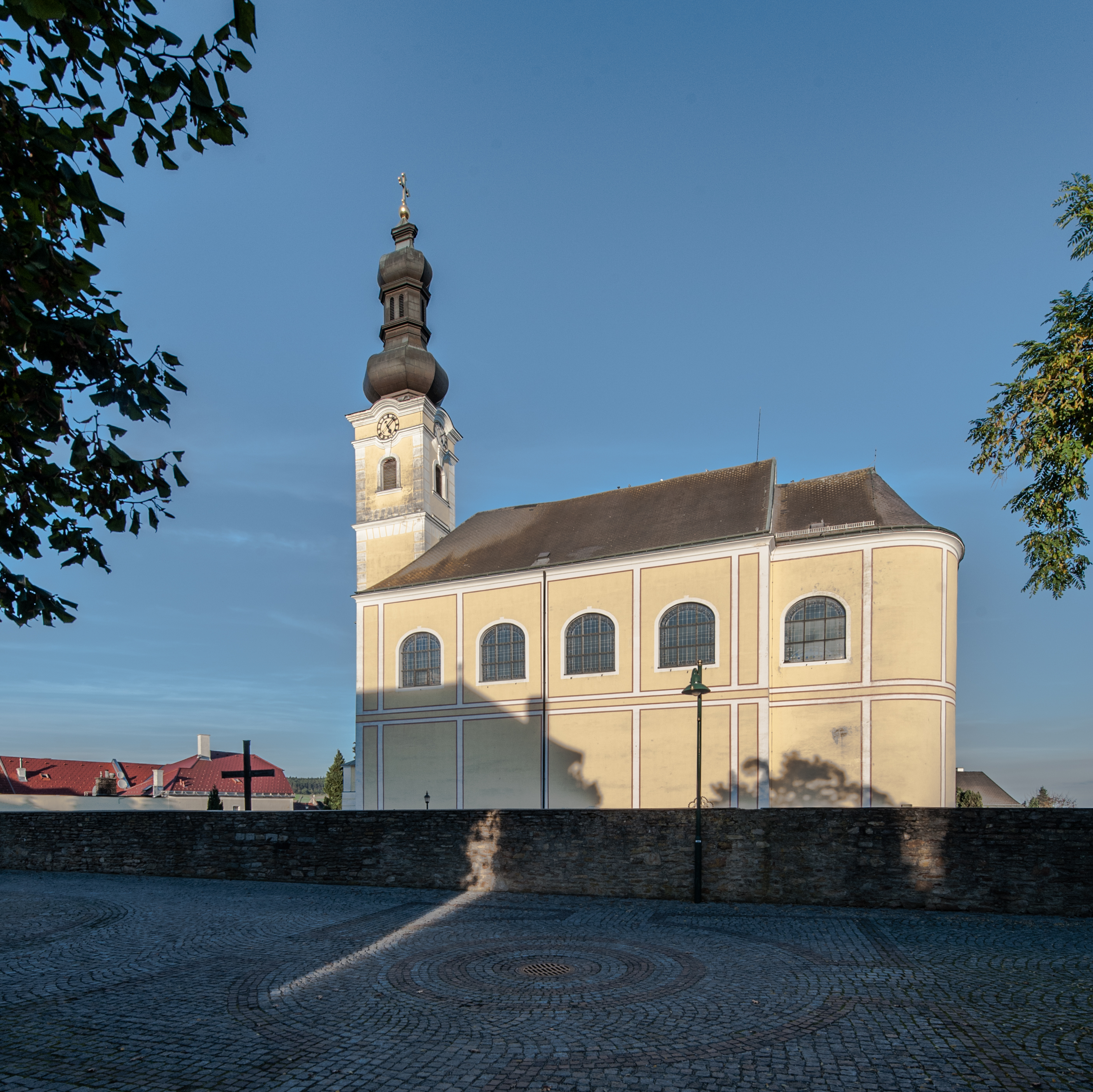
A Szt. Ulrik-plébániatemplom

Karlstetten a tartomány Mostviertel régiójában fekszik a Dunkelsteinerwald dombságának déli részén. Területének 43,1%-a erdő, 46,8% áll mezőgazdasági művelés alatt. Az önkormányzat 11 települést egyesít: Dreihöf (8 lakos 2024-ben), Hausenbach (137), Heitzing (151), Karlstetten (1441), Lauterbach (46), Obermamau (97), Rosenthal (37), Schaubing (9), Untermamau (71), Weyersdorf (179) és Wieshöf (50).
A környező önkormányzatok: északkeletre Obritzberg-Rust, délkeletre Sankt Pölten, délre Neidling, délnyugatra Hafnerbach, északnyugatra Dunkelsteinerwald.

## Története
Karlstettent 1072/91-ben említik Karlistetin néven. A 12. században birtokosai a Formbach és Peilstein grófok miniszteriálisai voltak; ezután a Doppel nemzetségé volt a falu, 1515-ben a Zinzendorfok szerezték meg, 1813-ban pedig a velük rokon Baudissin család. A kastélyt 1913-ban Candid von Suttner báró, 1925-ben pedig Zacharias Frank német iparmágnás vásárolta meg, 1965-ben pedig Karlstetten önkormányzatára szállt (a második világháborús pusztítás után ekkorra csak egy része maradt meg). 
1968-ban Mamau község megszűnését követően Untermamau és Obermamau átkerült Karlstettenhez. A község 1982-ben kapta címerét, egy évvel később pedig mezővárosi rangra emelték. 

## Lakosság
A karlstetteni önkormányzat területén 2024 januárjában 2226 fő élt. Lakosságszáma 1939 óta gyarapodó tendenciát mutat. 2022-ben az ittlakók 92,2%-a volt osztrák állampolgár; a külföldiek közül 1,2% a régi (2004 előtti), 4,4% az új EU-tagállamokból érkezett. 0,1% a volt Jugoszlávia (Horvátország és Szlovénia kivételével) vagy Törökország; 2% egyéb ország polgára volt. 2001-ben a lakosok 91,9%-a római katolikusnak, 1,5% evangélikusnak, 0,7% ortodoxnak, 0,7% mohamedánnak, 4,1% pedig felekezeten kívülinek vallotta magát. Ugyanekkor 12 magyar élt a mezővárosban; a legnagyobb nemzetiségi csoportot a németek (95,7%) mellett a szerbek alkották 0,9%-kal. 
A népesség változása:

| 2016 | 2 183 |
| 2018 | 2 159 |

## Látnivalók
- a hausenbachi vár
- a volt karlstetteni kastély (ma polgármesteri hivatal)
- a karlstetteni Szt. Ulrik-plébániatemplom
- a schaubingi Szt. Leonhard-templom

## Fordítás
- Ez a szócikk részben vagy egészben  a   Karlstetten című német Wikipédia-szócikk ezen változatának fordításán alapul.  Az eredeti cikk szerkesztőit annak laptörténete sorolja fel. Ez a jelzés csupán a megfogalmazás eredetét és a szerzői jogokat jelzi, nem szolgál a cikkben szereplő információk forrásmegjelöléseként.